# Chaetomium globosum
Chaetomium globosum è un fungo Ascomicete. Provoca una forma di carie del legno detta "carie soffice" o anche "carie molle".